# 전라남도 소방항공대
전라남도 소방항공대(全羅南道 消防航空隊)는 전라남도를 관할하는 전라남도 소방본부 산하의 소방항공대이다.
소방항공대장은 소방령으로 보한다.

## 항공장비
자체 식별번호는 JN(Jeonnam)을 사용한다.

### 운용중

전남 1호기 BK117

- BK117 1기 (HL9458)[3]: 1999년 배치
- 벨 430 1기 (HL9459)[3]: 2006년 배치

## 같이 보기
- 대한민국 소방청
- 대한민국의 소방
- 소방관 계급